# Stal Nysa
O Stal Nysa, também conhecido como PSG Stal Nysa por questões de patrocínio, é um clube de voleibol masculino polonês fundado em 1948 sediado na cidade de Nysa, na voivodia de Opole. Atualmente o clube disputa a PlusLiga, a primeira divisão do campeonato polonês.

## Histórico
Stal Nysa foi fundada em 1948 com o nome de Olimpia. No início tinha apenas 2 seções: futebol e boxe. A seção de voleibol foi criada no início dos anos 1950, quando foi renomeada para Stal Nysa. Em 1967, foi promovido à II Liga por uma temporada. Nas temporadas 1993–94 e 1994–95 foi vice-campeão polonês.
O clube da cidade Nysa fez a sua primeira aparição numa competição continental na Taça CEV de 1994–95, onde foi eliminado na terceira rodada para o turco Eczacibasi Istanbul após duas derrotas pelo placar de 3–1.
Conquistou seu primeiro título na temporada 1995–96 pela Copa da Polônia. Em 2005, o time foi novamente rebaixado e voltou a disputar I Liga.
Após a suspensão da temporada 2019–20, o clube que terminou a fase regular na primeira colocação da I Liga Krispol, obteve o direito de competir na PlusLiga – primeira divisão poloca – na temporada seguinte.
Em agosto de 2022, o clube foi vice-campeão da terceira edição do PreZero Grand Prix, o torneio de voleibol de praia da pré-temporada, após ser superado na final pelo LKPS Lublin pelo placar de 2–0.

## Títulos
Campeonato Polonês
- Vice-campeão: 1993–94, 1994–95
- Terceiro lugar: 1991–92, 1997–98

 Copa da Polônia
- Campeão: 1995–96
- Vice-campeão: 1994–95

 Campeonato Polonês - I Liga
- Campeão: 1990–91, 2011–12
- Vice-campeão: 2014–15, 2018–19
- Terceiro lugar: 2005–06, 2007–08

## Elenco atual
Atletas selecionados para disputar a temporada 2022–23.
| Camisa                  | Nome                | Altura (m) | Posição    |
| ----------------------- | ------------------- | ---------- | ---------- |
| 1                       | Zouheir El Graoui   | 1,97       | Ponteiro   |
| 5                       | Rafał Buszek        | 1,96       | Ponteiro   |
| 6                       | Konrad Jankowski    | 2,03       | Central    |
| 8                       | Dominik Kramczynski | 2,02       | Central    |
| 9                       | Michał Gierżot      | 2,05       | Ponteiro   |
| 10                      | Wassim Ben Tara     | 2,03       | Oposto     |
| 11                      | Tsimafei Zhukouski  | 1,95       | Levantador |
| 12                      | Nicolás Zerba       | 2,04       | Central    |
| 13                      | Kento Miyaura       | 1,90       | Oposto     |
| 14                      | Jakub Abramowicz    | 2,02       | Central    |
| 16                      | Kamil Dembiec       | 1,80       | Líbero     |
| 21                      | Kamil Kwasowski     | 1,99       | Ponteiro   |
| 24                      | Szymon Biniek       | 1,86       | Líbero     |
| 91                      | Patryk Szczurek     | 1,93       | Levantador |
| Técnico: Daniel Pliński |                     |            |            |